# Maison des lycéens
Pour les articles homonymes, voir MDL.

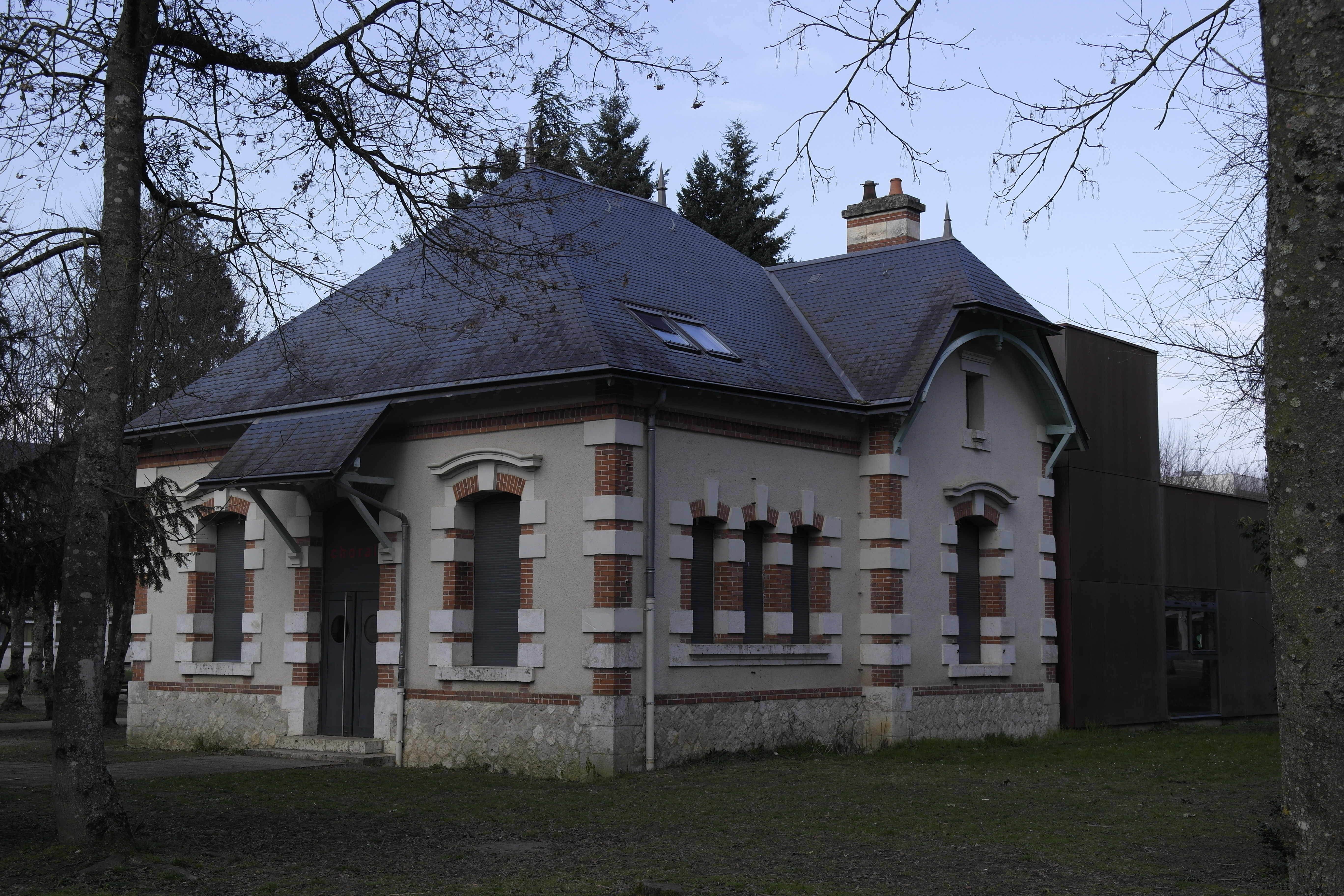
Partie ancienne de la Maison des Lycéens (MDL) du lycée Augustin-Thierry

La Maison des lycéens est une association culturelle remplaçant dans les lycées français les foyers socio-éducatifs (FSE). Elle est dirigée par et pour les lycéens.
Cette dénomination désigne l'association des élèves présente normalement dans chaque lycée français. Dans le but de constituer un réseau à diverses échelles territoriales facilitant la coopération entre les MDL, des lycéens ont lancé le 26 juin 2015, la Fédération des Maisons Des Lycéen·ne·s (FMDL). La FMDL met en place des formations adaptées aux besoins des MDL l’ancrant dans le champ de l’éducation populaire. Son rôle est également de construire des solutions collectives aux problématiques rencontrées par les MDL, notamment via son réseau de partenaires. Pour aider le mieux possible les MDL, la FMDL a choisi de créer des délégations académique qui mettent en place des forums régionaux.

## Mise en place: circulaire de 1991
La Maison des lycéens est une association française, placée sous le régime général de la loi de 1901, destinée à remplacer dans les lycées le foyer socio-éducatif dont elle garde la « mission éducative spécifique : tout à la fois centre d'apprentissage de la responsabilité et espace de créativité », le terme de « foyer socio-éducatif » étant d'ailleurs conservé pour les collèges. Sa mise en place, par une circulaire de 1991, répondait à une double nécessité d'adaptation : d'une part, à l'abaissement à 18 ans de la majorité civile, par une loi de 1974, et, d'autre part, dans un contexte de « développement résolument démocratique des droits des lycéens » dont la Maison des lycéens « apparaît comme le point de cristallisation », la nouvelle codification des droits des lycéens, notamment ceux d'association et de réunion, par un décret de 1991. La circulaire de 1991 lui donne trois caractéristiques principales :
1. Elle doit, autant que possible, comme son nom l'indique, être associée à l'institution, conforme à une revendication récurrente des élèves[10], d'un « espace à la disposition des lycéens[5] », un « lieu de rencontre et de convivialité[5] » aménagé selon « des critères esthétiques et des fonctionnalités que les lycéens voudront [lui] donner[5] », « doté des équipements souhaitables après examen des conditions matérielles et financières de leur installation et de leur utilisation[5] », et géré par des « gestionnaires[5] » lycéens, sans préjudice des responsabilités administratives du chef d'établissement.
2. Elle est un « outil essentiel du développement de l'action culturelle au sein de l'établissement[5] ». Son programme d'activité, « élaboré par les lycéens[5] », est notamment destiné à « favoriser l'information des élèves[5] ». À ce titre, elle peut organiser des réunions, soit dans les locaux qui lui ont été affectés, soit dans d'autres locaux mis à sa disposition par le chef d'établissement. « Toutes les questions d'actualité présentant un intérêt général peuvent être abordées à la condition que, sur les thèmes choisis, rien n'empêche que des points de vue différents, complémentaires ou opposés, puissent être exposés et discutés librement dès lors qu'ils sont conformes à la loi et aux principes fondamentaux du service public d'éducation »[5].
3. Elle est placée sous la direction des élèves. Tous les élèves de l'établissement peuvent y adhérer. Sa direction (présidence, secrétariat et trésorerie), élue, est « assurée par des élèves à condition qu'ils soient majeurs[5] ». Une assurance couvre tous les risques pouvant survenir à l'occasion de ses activités. La Maison des lycéens fonctionne « en relation étroite[5] » avec le conseil des délégués des élèves, devenu en 2000 le conseil des délégués pour la vie lycéenne[11]. « Les élèves veilleront, dans leur propre intérêt, à ce qu'il n'y ait pas cumul excessif de fonctions au sein de ces deux structures[5]. » Tout membre de la communauté éducative peut, « à la demande de l'association et dans un esprit de coopération »[5], lui apporter ses compétences.

Une circulaire de 1992 précise les points suivants:
- La Maison des lycéens est une personne morale distincte du lycée, « dont l'activité ne saurait être confondue ni avec celle des responsables de l'EPLE ni avec celle de son conseil d'administration[6] ».
- La Maison des lycéens, ayant son siège dans l'établissement, doit, qu'elle soit ou non subventionnée par celui-ci, « rendre annuellement au président du conseil d'administration de l'EPLE un rapport moral et financier. Le rapport financier sera certifié, comme il se doit, par deux commissaires aux comptes désignés lors de l'assemblée générale de l'association [...] Une annexe financière comportant des éléments comptables fondamentaux (évolution du fonds de roulement, bilan financier) sera jointe à ce compte rendu[6]. ».

Enfin, la circulaire de 1996 concernant la « situation des chefs d'établissement au sein des associations péri éducatives ayant leur siège dans l'EPLE » exclut expressément de son champ d'application la Maison des lycéens, qui reste régie par la circulaire d'avril 1991.

## Évolution: circulaire de 2010
L'évolution du contexte juridique a entraîné une évolution corrélative de la position administrative. Cette évolution porte essentiellement sur la capacité du mineur dans une association. La loi française de juillet 1901 relative au contrat d'association n'introduit aucune restriction à l'encontre des mineurs. Le code civil prévoit expressément que le mineur peut être mandataire. Toutefois, l'administration française considérait, depuis la position exprimée en 1971 par le ministre de l'intérieur Raymond Marcellin, que le mineur ne pouvait être ni président, ni trésorier d'une association. La ratification en 1990 de la convention internationale des droits de l'enfant, qui reconnaît au mineur la liberté d’association, a entraîné une évolution de la position de l'administration française. Ainsi, un mineur a été élu président de la Maison des lycées Henri Bergson, à Paris le 24 novembre 1995. Le bureau des associations de la Préfecture de Paris a donné son aval à cette élection, estimant que la convention internationale prévalait sur l'interprétation administrative de la loi française. Parallèlement, le ministère de l'intérieur a rappelé aux préfectures que l'enregistrement d'une association ne pouvait être refusé au motif qu'il était demandé par des mineurs. 
La circulaire de février 2010 tire les conséquences de cette évolution en ce qui concerne la Maison des lycéens. Elle précise, à propos de la direction de celle-ci, que « l'abaissement de 18 à 16 ans de l'âge minimal pour prendre des responsabilités associatives au sein des établissements scolaires est une des conditions de la valorisation de cet engagement et fait actuellement l'objet d'un travail interministériel. La participation des lycéens mineurs à la gestion de l'association doit être encouragée ». En juillet 2011, l'article 45 de la loi relative à l'alternance et la sécurisation des parcours professionnels vient préciser la possibilité pour les mineurs âgés d'au moins 16 ans d'exercer un mandat d'administration dans une association, sous réserve de l'accord écrit de leurs parents. Parallèlement, le ministère de l'éducation nationale a « reçu des assureurs la garantie qu’ils couvriraient les risques des associations concernées ».
Par ailleurs, la circulaire de 2010 apporte de légères reformulations par rapport à celle de 1991, qui est abrogée :
- Eu égard aux « difficultés d’ordre physique rencontrées dans les établissements pour dégager des espaces de rencontre[21] », il n'est plus fait référence à la notion d'espace, mais à la catalysation des inititatives lycéennes dans un domaine élargi.
- La Maison des lycéens « rassemble les élèves souhaitant s'engager dans des actions citoyennes et prendre des responsabilités au sein de l'établissement dans les domaines culturel, artistique, sportif et humanitaire »[19]. La circulaire ajoute que « la réforme du lycée fait de la conquête de l'autonomie des lycéens l'une des missions essentielles du nouveau lycée »[19].
- Elle peut développer l'organisation d'activités générant des rentrées de fonds pour favoriser la vie de l'association : fête de fin d'année, dîner de l'association des anciens élèves, gestion d'une cafétéria pour les élèves.
- Elle peut également être à l'initiative d'expositions, de déplacements culturels, de participation à de grandes causes humanitaires, en partenariat avec des associations et organismes agissant dans le domaine social et culturel.

Dans son rapport de mars 2012, la Mission d'accompagnement sur la réforme du lycée considère que, si « les lycéens sont dans l’ensemble très satisfaits de pouvoir s’investir dans les MDL », ils « ne comprennent [pas] que, dans un nombre non négligeable de lycées, des FSE subsistent encore alors que leur disparition est normalement prévue par la réforme. D’autre part, les responsabilités que la loi leur permet de prendre ne leur sont pas, dans les faits, accessibles : les fonctions de président et de trésorier des MDL demeurent l’apanage des adultes ». Selon le même rapport, « la résistance opposée par certains établissements à la transformation des FSE en MDL répond essentiellement au souci de préserver les réserves financières accumulées par les FSE », « certains proviseurs mett[a]nt en avant l’absence de décret d’application de la loi ou encore le refus des banques d’ouvrir un compte si l’association était administrée par des mineurs, autant d’appréciations juridiquement erronées ».